# Escale
Pour les articles homonymes, voir Escale (homonymie).
Pour les articles ayant des titres homophones, voir Escales, Escalle et Escalles.

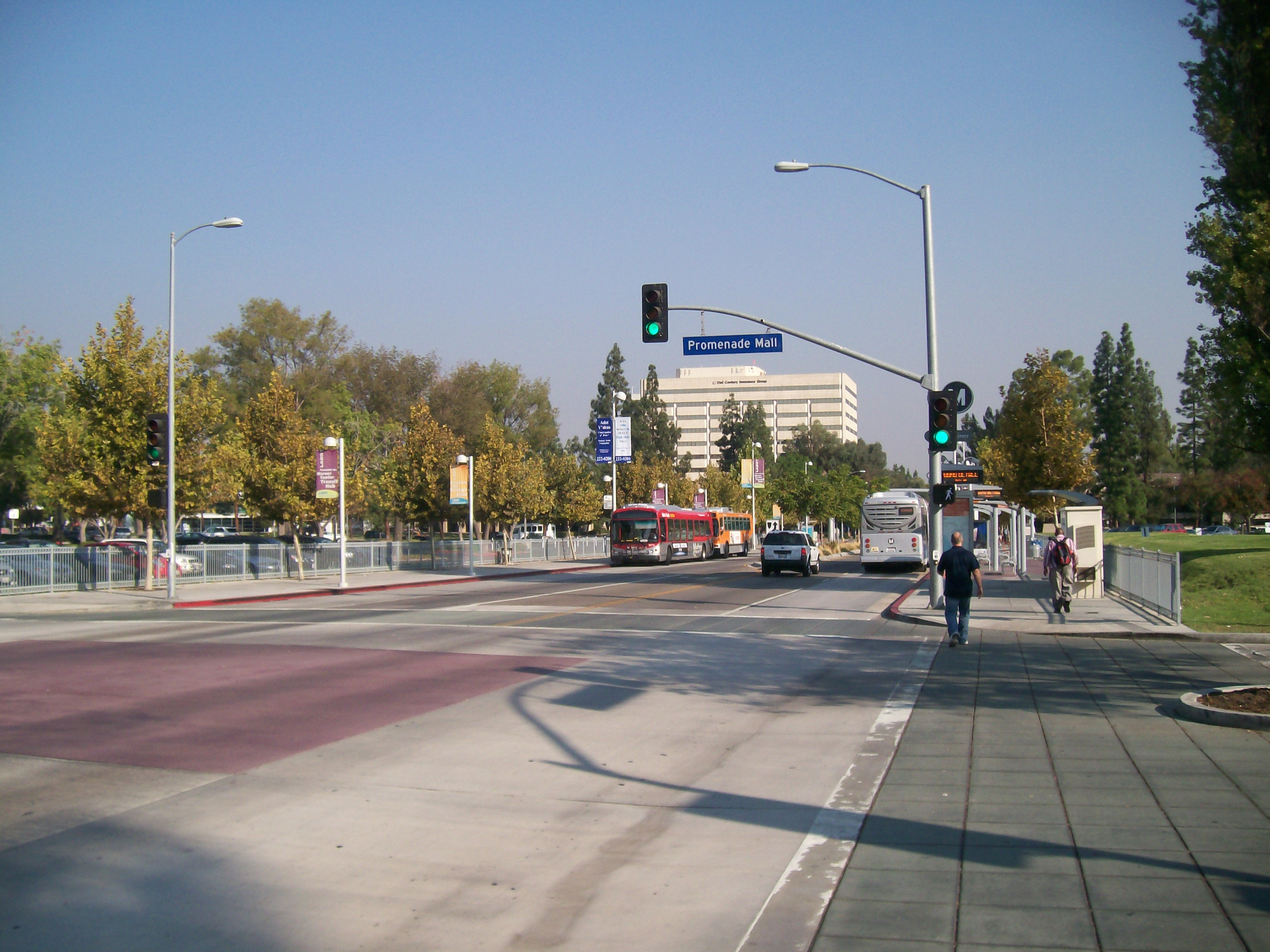
Escale pour les bus au Warner Center Transit Hub du Los Angeles County Metropolitan Transportation Authority.

Une escale est un arrêt marqué par un véhicule de transport durant un trajet au long cours. Dans sa dimension technique, elle a généralement un caractère obligatoire car elle permet le réapprovisionnement en fuel ou en vivres. En revanche, elle est davantage volontaire dans sa dimension touristique, en particulier en ce qui concerne les paquebots en croisière.